# 濁水溪橋 (縱貫線)
台鐵縱貫線濁水溪橋是位於台灣彰化縣與雲林縣間濁水溪上的一座鐵路橋樑，連接彰化縣二水鄉二水車站與雲林縣林內鄉林內車站，現役橋梁於1990年3月27日完成東正線通車、同年6月22日完成西正線通車。

## 沿革與設計

### 第一代橋
1895年日本統治台灣後，除了改建原北部之清代鐵路以外，並自1899年起由南、北兩端建設縱貫線，南部路線從打狗往北鋪設，1904年11月推進至濁水溪南岸。鐵路跨越濁水溪的橋梁，原設計為17孔桁架橋，後來變更設計，刪除北岸3孔，改成14孔每孔200呎的單線下承式施威德勒式桁架橋（Schwedler truss），長889公尺，1905年10月12日開工，由鹿島組（今鹿島建設前身）承包:392，1907年6月16日竣工:308，6月19日上午7時試運轉，為跨越濁水溪的第1座大橋，也是當時縱貫線鐵路最長的橋梁。

#### 災害及改良
- 1911年秋天豪雨成災，第一代濁水溪橋中斷，災後鐵道部於北岸增建1孔鋼桁梁（總計15孔桁梁）[2][8]，橋長增加為953公尺[9]。
- 1922年9月29日下午5時10分，二水站出發的第27次列車行經第一代橋時，司機員查覺橋上桁架梁歪斜（另一說為橋下有台灣人大聲呼喊引起司機員之注意），經緊急停車後，發現是第10號橋墩傾斜，已無法通行，列車被迫退回二水站。次日（30日）下午起，南來北往改為橋上步行接駁旅客與貨物[10][11]。由於本橋災害發生的日子，距離海線鐵路全線通車日不到兩週（海線鐵路預訂於10月11日全通），若不及時搶通濁水溪橋，將影響西部縱貫鐵路全線的運能與行車時刻的變更，因此鐵道部至為苦惱[12]。所幸本橋經過緊急搶修後，已在同年10月4日完成橋上路線拉直，恢復通車。但由於橋桁仍有歪斜，尚未完全復原，所以行經的列車均減速慢行[13]。
- 戰後因第一代橋老舊失修腐蝕，台鐵局自1958年11月起分階段加高及增建橋墩、將原有Schwedler式桁架梁[註 4]更換改建為32孔下承式鋼鈑梁橋，橋長增延至1,019公尺，於1962年4月25日完工通車[9][14][15][16]，並使用至1990年3月27日第三代濁水溪橋完工切換下行線（東正線）路線為止。
- 1978年12月19日，包含第一代橋在內的縱貫線彰化～嘉義間完成電氣化通電啟用[17][18]，本橋橋上增設電車線電桿等設備。

#### 事故
1960年11月24日21時50分，北上502次貨物列車在第一代橋追撞同方向因紅燈號誌而停於橋上的540次貨物列車，導致502次列車之牽引機車出軌傾斜，並造成鐵路人員一死一傷。由於機車車體卡在橋上，路線搶通困難，使得縱貫線交通中斷達56小時。恰巧台鐵在同年11月剛啟用彰化—臺南段中央控制行車制（CTC），故此次事故使該路段CTC之運作面臨考驗，惟有關單位向媒體表示，事故對CTC行車制度毫無影響。中斷的第一代橋經漏夜搶修，於該月27日凌晨通車，高雄發之北上第4次夜快車率先通過。

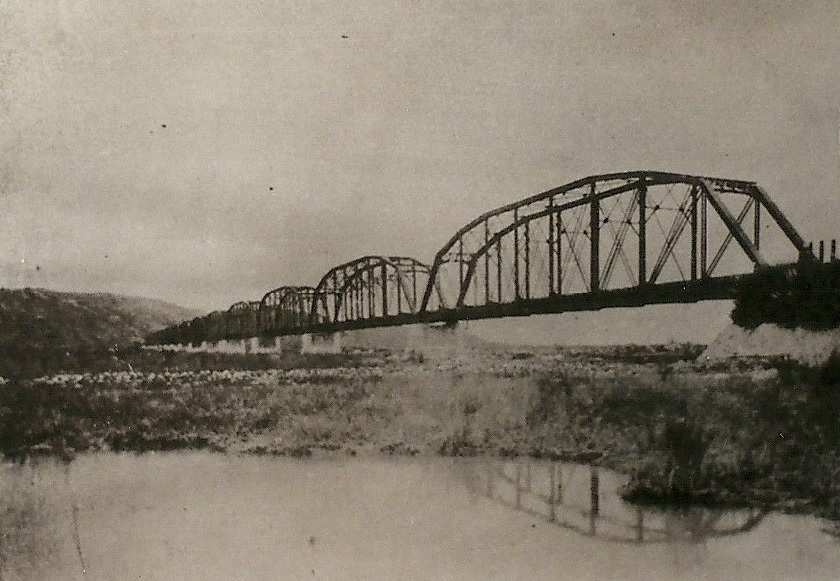
第一代濁水溪橋為下承式施威德勒式（Schwedler式）桁架橋。
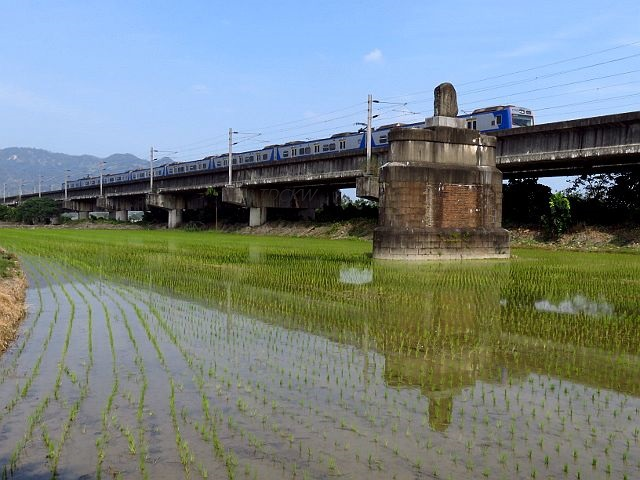
濁水溪南岸的第一代濁水溪橋大型橋墩遺跡。背景為現役第三代濁水溪橋。
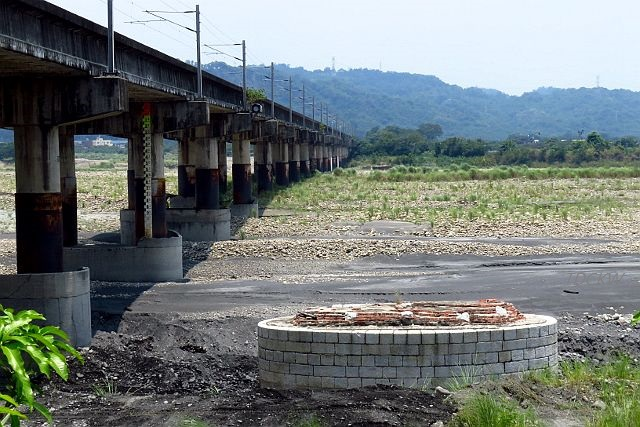
濁水溪北岸河床中的第一代濁水溪橋橋墩遺跡。

### 第二代橋
台鐵局自1967年9月起分階段將原彰化至民雄間及嘉義至新市間之單線鐵路擴建為複線鐵路，其中於二水至林內間原第一代濁水溪橋下游20公尺處新建第二代橋，做為上行線（西正線）橋。
第二代濁水溪橋為單線下承式鋼鈑梁橋，計32孔橋孔，長1,023公尺，於1969年11月開工、1970年8月25日完成橋梁下部結構，1971年6月15日完成上部鋼鈑梁架設，6月28日下午2時通車，二水—林內間雙軌化完成，自此，台鐵局實質完成彰化—台南段全區間雙線 （页面存档备份，存于）。
1978年12月19日，包含第二代橋在內的縱貫線彰化～嘉義間完成電氣化通電啟用，本橋橋上增設電車線電桿等設備。
第二代橋使用19年後，於1990年6月22日第三代濁水溪橋完工切換上行線（西正線）路線後停用退役。

### 第三代橋（現役）
截至1980年代時期，多數臺灣鐵路橋梁仍係建造於日本時代，許多已不符設計或載重標準，加以長年受河流沖刷，使橋墩覆土更淺，危及橋梁與行車安全，甚而發生橋梁遭洪水沖毀導致路線中斷之事故，因此，台鐵局決定改建這些老舊橋梁。該局計畫重建的橋梁，除了已重建完成、或已局部改建、或將來另有重大路線工程計畫需配合重建者之外，計羅列出29座橋梁，分別納入「五大橋梁重建工程」及「鐵路沿線老舊橋梁重建工程」兩項計畫。其中二水至林內間濁水溪橋的改建，屬於「鐵路沿線老舊橋梁重建工程」項目，是為第三代濁水溪橋。
第三代橋建造於原第一代橋上游側，由台鐵嘉義工務段設計、興福營造有限公司承包，下部結構為長圓形開口沉箱基礎及雙圓柱懸臂式橋墩、上部結構則為下承式鋼筋混凝土預力U型梁，全長1,477公尺，計46孔橋孔，每孔32.1公尺，自1986年3月10日開工，施工期間曾遭遇沉箱下沉困難問題，經採用高壓噴水沖洗法克服，全部工程於1990年3月27日完工切換下行線（東正線）通車並停用第一代橋、同年6月22日切換上行線（西正線）通車並停用第二代橋。
第三代橋橋面鋪設傳統道碴式軌道，鋪軌方式捨棄以往先鋪鋼軌再倒石碴之工法，改採先下石碴後再直接鋪設長軌之新工法。此外，本橋部分路段位於彎道上，設計下承式U型梁橋時忽略了彎道的偏倚量，導致闊大貨物列車行經彎道時必需慢行，而且道班工巡查彎道處路線時易受下承式U型梁阻礙視線，極為危險，為本橋梁美中不足之處。

#### 其他紀事
第三代橋完工通車後，台鐵鐵路沿線老舊橋梁重建工程處認為，舊橋橋墩是前人的文明遺跡，若將舊橋墩全數打除，將無文化遺跡供後人憑弔，於是在第一代橋靠濁水溪南岸的舊橋墩頂端設置石碑，石碑南面題刻「濁水溪橋」四字，而北面則題有「濁水清山」四字，以茲紀念。

## 引用資料
1. ↑  戴寶村、蔡承豪; （編纂委員）王志弘、吳泉源、林崇熙、陳其南、黃士娟、黃俊銘、戴寶村. 《縱貫環島·臺灣鐵道》. 國立臺灣博物館. 2009年11月. ISBN 978-986-02-1091-0.（繁體中文）
2. 1 2 3 4 5  黃智偉，〈縱貫鐵路築橋始末（下）〉. . 高雄市. 2009年1～2月號: 頁29～38 （中文（臺灣））.
3. ↑  施威德勒式桁梁（Schwedler truss，シュウェドラートラス）樣式參閱小野田滋：頁130（東京，JTB，2003年（日語）），或參閱JR西日本高山本線. （原始内容存档于2018-06-19） （日语）.。
4. ↑  之，. 臺北: 臺灣總督府鐵道部. 1911年3月25日，日本國立國會圖書館數位典藏. （原始内容存档于2020年8月6日） （日语）. 。但同書第308頁「南部線橋梁表」記載第一代濁水溪橋之橋梁型式為（穿式. （原始内容存档于2021-04-21）.桁架橋）。
5. 1 2 3  . 臺北: 臺灣總督府鐵道部. 1911年3月25日，日本國立國會圖書館數位典藏. （原始内容存档于2020年8月6日） （日语）.
6. 1 2  〈濁水溪鐵橋工成〉、〈濁水鐵橋試運轉〉. . 臺北市. 1907年6月22日: 2版 （中文（臺灣））.
7. ↑  . 彰化縣: 彰化縣文化局. 2005年8月 （中文（臺灣））.
8. ↑  . 台灣回憶探險團. 2017年6月19日.
9. 1 2 3  臺灣省文獻委員會. . 南投縣. 1993年1月15日: 頁311、313、314 （中文（臺灣））.
10. ↑  〈濁水溪鐵橋腳傾斜 幸早發現不至慘事〉，《臺灣日日新報》，1922年10月2日，漢文6版。（繁體中文）
11. ↑  〈賴有本島人注意 濁水鐵橋之危機一髮〉，《臺灣日日新報》，1922年10月3日，漢文6版。（繁體中文）
12. ↑  ，《臺灣日日新報》，1922年10月3日，第7版。（日語）
13. ↑  〈濁水溪鐵橋開通〉，《臺灣日日新報》，1922年10月5日，漢文6版。（繁體中文）
14. ↑  〈濁水溪鐵橋竣工 廿五日正式通車 橋長千尺耗資四千萬〉，《徵信新聞報》，1962年4月18日，第2版。（繁體中文）
15. ↑  〈濁水溪橋 改建完成 明正式通車〉，《聯合報》，1962年4月24日，第2版。（繁體中文）
16. ↑  〈台鐵濁水溪橋 定今天通車〉，《聯合報》，1962年4月25日，第2版。（繁體中文）
17. 1 2  交通部臺灣鐵路管理局. .  (报告) 中華民國67年. 國家圖書館 政府統計資訊網: 頁272. 1979年6月  [2022-07-07]. （原始内容存档于2021-11-21）.
18. 1 2  臺灣鐵路管理局：《中國鐵路創建百年史》，臺北市，1981年6月9日，頁241（繁體中文）。
19. ↑  . 民聲日報 (國立公共資訊圖書館 數位典藏服務網). 1960-11-25  [2022-01-26]. （原始内容存档于2022-01-26）.
20. ↑  〈濁水溪橋撞車事件 台鐵鑑定原因 後車行駛超速〉，1960年11月30日，第3版。（繁體中文）
21. ↑  中華民國交通部交通研究所. . 臺北市. 1962年 （中文（臺灣））.
22. ↑  〈濁水溪橋殘車阻路 澈夜搶修整理 今可恢復行車〉、〈肇事原因尚待續查 號誌司機兩皆有責〉，《聯合報》，1960年11月27日，第3版。（繁體中文）
23. ↑  . 《民聲日報》 (國立公共資訊圖書館 數位典藏服務網). 1960年11月28日3版  [2022年1月31日]. （原始内容存档于2022年1月31日） （中文（臺灣））.
24. ↑  中華民國交通部交通研究所：中華民國56年《交通年鑑》，臺北市，1968年10月，頁114。（繁體中文）
25. 1 2  中華民國交通部交通研究所：中華民國60年《交通年鑑》，臺北市，1972年10月，頁205～206。（繁體中文）
26. ↑  翁惠平Facebook相片：.，相簿：.   [2022-01-23]. （原始内容存档于2022-01-23）.，2014年2月2日出刊（繁體中文）。
27. ↑  . 民聲日報 (國立公共資訊圖書館 數位典藏服務網). 1971-06-28  [2022-01-26]. （原始内容存档于2022-01-26）.
28. ↑  〈濁水溪橋完成 明起雙線通車〉，《中國時報》，1971年6月27日，第2版。（繁體中文）
29. ↑  . 2013年7月6日  [2019年6月15日]. （原始内容存档于2019年7月21日） （中文（臺灣））.
30. ↑  許乃懿攝影作品：.   [2022-01-23]. （原始内容存档于2022-01-23）.，2021年4月19日出刊（繁體中文）。
31. ↑  許乃懿攝影作品：.   [2022-01-23]. （原始内容存档于2022-01-23）.，2021年4月23日出刊（繁體中文）。
32. ↑  〈大甲溪鐵橋橋墩遭山洪沖垮〉，《中國時報》，1982年8月11日，第3版。（繁體中文）
33. ↑  〈海線下大甲溪橋沖毀 約需一月始能修復 勢必影響縱貫路列車準點〉，《聯合報》，1985年8月24日，第3版。（繁體中文）
34. 1 2  壽俊仁 (编). . 臺灣鐵路管理局. 1987年6月9日: 頁264～271 （中文（臺灣））. 國家圖書館 (中華民國) 臺灣記憶。
35. ↑  中華民國交通部：中華民國77年《交通年鑑》，臺北市，1989年10月10日，頁329。（繁體中文）
36. ↑  交通部臺灣鐵路管理局. .  (报告) 中華民國75年. 國家圖書館 政府統計資訊網. 1987年6月  [2022-07-07]. （原始内容存档于2021-04-13）.
37. 1 2  交通部臺灣鐵路管理局. .  (报告) 中華民國79年. 國家圖書館 政府統計資訊網: 頁381–382. 1991年6月  [2022-07-07]. （原始内容存档于2021-07-24）.
38. 1 2  臺灣鐵路管理局鐵路沿線老舊橋樑重建工程處. . 臺北市. 1991年5月31日 （中文（臺灣））.
39. ↑  臺灣鐵路管理局鐵路沿線老舊橋樑重建工程處. . 臺北市. 1991年5月31日 （中文（臺灣））.
40. ↑  臺灣鐵路管理局鐵路沿線老舊橋樑重建工程處：《鐵路沿線老舊橋樑重建工程總報告》第1冊評估篇，臺北市，1991年5月31日。（繁體中文）